# شباب نظام العالم
شباب نظام العالم (بالتركية: Nizam-ı Alem Ocakları) هي مجموعة تركية قومية متطرفة وإسلامية، وهي الجناح الشبابي لحزب الطريق الوطني.

## تاريخ
تم تسمية شباب ألبرن، التي أنشأها محسن يازجي أوغلو في عام 1992، في الأصل باسم شباب نظام العالم، على الرغم من أنهم غيروا اسمهم في عام 2000 إلى شباب ألبرن.
أعاد رمزي جاير، الذي أسس حزب الطريق الوطني في عام 2021 بعد مغادرته حزب الاتحاد الکبیر، طلب تأسيس شباب نظام العالم كجناح شبابي في حزب الطريق الوطني. غادر جاير حزب الاتحاد الکبیر بسبب دعم دستیجي لأردوغان، ولأنه اتهمهم وشباب ألبرن بالابتعاد كثيرا عن أيديولوجية يازجي اوغلو. إن أيديولوجيات حزب الطريق الوطني وشباب نظام العالم هي نفسها تقريبا مثل حزب الاتحاد الکبیر والألبرن، باستثناء نزاع أردوغان. نمت شباب نظام العالم وحزب الطريق الوطني بسرعة وفتحت مكاتب في العديد من المدن في تركيا.
غالبا ما ترافق شباب نظام العالم حزب الطريق الوطني في الخطب والتجمعات، كما تقوم بأنشطة لدعم حزب الطريق الوطني.